# ۲۵ نوامبر
۲۵ نوامبر سیصد و بیست و نهمین (در سال‌های کبیسه سیصد و سیمین) روز سال در گاه‌شماری میلادی است. ۳۶ روز تا پایان سال باقی‌است.

## رویدادها
- ‌۱۹۳۶ - امضای پیمان ضد کمینترن بین آلمان و امپراتوری ژاپن
- ۱۹۸۶ - میان‌گذر ملک فهد بین بحرین و عربستان سعودی افتتاح شد.
- ۱۹۹۲ - تصویب تجزیه چکسلواکی در مجلس این کشور

## زادروزها
- ۱۹۰۰ - رودلف هس، سیاست‌مدار و نظامی آلمانی
- ۱۹۱۵ - آگوستو پینوشه، رئیس‌جمهور شیلی
- ۱۹۷۶ - میخائیل گورویچ، از بنیانگذاران شرکت میگ

## درگذشت‌ها
- ۲۰۱۶ - فیدل کاسترو، سیاستمدار و انقلابی کوبایی
- ۲۰۲۰ - دیگو مارادونا، بازیکن فوتبال اهل آرژانتین

## مناسبت‌ها
- روز بین‌المللی مبارزه با خشونت علیه زنان[۱]